# سيدة الأرصفة
سيدة الأرصفة (بالإنجليزية: Lady of the Pavements) هو فيلم درامي رومانسي نصف صوتي أمريكي صدر عام 1929 من إخراج دي دبليو جريفيث وبطولة لوب فيليز وويليام بويد وجيتا غودال. كتب السيناريو سام تايلور، في حين أن الفيلم يحتوي على بعض المشاهد الناطقة، فإن غالبية الفيلم تتميز بموسيقى تصويرية متزامنة مع تأثيرات صوتية.

## ملخص القصة
يشعر كارل بالاشمئزاز من خيانته لخطيبته ديان، فيقول إنه يفضل الزواج من "عاهرة في الشارع" بدلاً منها. وللانتقام منه، رتبت ديان لنانويني، مغنية في أحد الحانات الرخيصة، أن تتظاهر بأنها فتاة إسبانية من دير، لتخدعه.

## طاقم التمثيل
- لوبي فيليز بدور نانون ديل رايون
- ويليام بويد بدور الكونت كارل فون أرنيم
- جيتا جودال بدور الكونتيسة ديان دي جرينجز
- ألبرت كونتي بدور البارون فينوت
- جورج فوسيت بدور البارون هوسمان
- هنري أرميتا بدور بابا بيير
- ويليام بيكويل بدور عازف البيانو
- فرانكلين بانجبورن بدور السيد دوبري، أستاذ الرقص

## روابط خارجية
- سيدة الأرصفة  في قاعدة بيانات الأفلام على الإنترنت (بالإنجليزية)